# Schola Saint-Grégoire
La Schola Saint-Grégoire est une association fondée au Mans en 1938, à l'initiative de Dom Joseph Gajard auprès de l'abbaye Saint-Pierre de Solesmes, afin de promouvoir les connaissance et pratique du chant grégorien. 
Le 2 février 1998, celle-ci devint l'Académie internationale de musique sacrée, sous le patronage du Conseil pontifical de la culture du Vatican.

## Histoire

### Création
La Schola Saint-Grégoire fut créée en 1938 par Suzanne Bellin, en collaboration avec Dom Joseph Gajard, moine et maître de chœur en grégorien de l'abbaye Saint-Pierre de Solesmes depuis 1914, monastère situé dans le même département.
La première session de chant grégorien pour la formation eut lieu, en juillet 1941. Jusqu'ici, il s'agit de l'une des activités les plus importantes de cette association.
Lorsque le pape Paul VI avait fondé la Consocatio internationalis musicæ sacræ auprès du Saint-Siège à la suite du concile Vatican II, la schola devint un des membres admis en 1964.

### Académie internationale de musique sacrée
Avec son protocole daté du 2 février 1998, le Conseil pontifical de la culture présidé par le cardinal Paul Poupard décida d'ériger cette association en Académie internationale de musique sacrée. Cet événement fut célébré les 19 et 20 septembre, en présence du cardinal, de l'évêque du Mans ainsi que de Mgr Gabriel-Maria Steinschulte, vice-président de la Consociatio internationalis musiæ sacræ.

## Méthode Ward
Depuis 1950, l'association enseigne le chant grégorien, toujours selon la Méthode Ward, créée et développée par Justine Ward, une enseignante américaine. Grâce à cette méthode, surtout les enfants peuvent apprendre la musique modale de bonne qualité tel le chant grégorien, sans aucune difficulté. La schola demeure le meilleur promoteur et pratiquant de celle-ci en France.